# Christine Klingohr
Christine Klingohr (geboren am 19. März 1967 in Parchim) ist eine deutsche Politikerin der Sozialdemokratischen Partei Deutschlands (SPD). Seit 2021 ist sie Abgeordnete des Landtags von Mecklenburg-Vorpommern.

## Leben
Sie verlor 1990 ihre Anstellung als Kindergärtnerin und war dann über viele Jahre bei der Arbeiterwohlfahrt als Leiterin in Arbeitsmarktprojekten tätig. Klingohr ist verheiratet und hat vier Kinder.

## Politik
Mit der Wende in der DDR engagierte sie sich im Neuen Forum. 1990 wurde sie Stadtpräsidentin in Parchim und trat in die SPD ein. Seit 2020 ist sie Mitglied des Kreistags Ludwigslust-Parchim.
Bei der Landtagswahl 2021 trat Christine Klingohr im Landtagswahlkreis Ludwigslust-Parchim V an, gewann diesen mit 34,6 Prozent der Erststimmen (9.248 Stimmen) und vertritt damit den Wahlkreis im 8. Landtag.
Im Juli 2023 sorgte ein Interview des Landtagsabgeordneten Philipp da Cunha mit dem NDR für Aufmerksamkeit, in dem da Cunha zehnmal gefragt wurde, wie hoch die Kosten für ein SPD-Bürgerforum gewesen seien, woraufhin Cunha jedes Mal mit derselben – ausweichenden – Antwort reagierte. Das Interview wurde als Musterbeispiel für Message Control bezeichnet. Hintergrund war eine Veranstaltung der SPD Mecklenburg-Vorpommern im Hotel Golchener Hof. Die Hotelanlage gehört Jörg Klingohr, dem Ehemann von Christine Klingohr, sie selbst ist am Geschäftsbetrieb beteiligt. Einen Tag nach dem Interview gab es dann doch eine Antwort. Insgesamt kostete die Veranstaltung 15.000 Euro. Steuergeld. Für 200 Gäste, nach anderen Angaben für 250 Teilnehmer inklusive Saalmiete, Essen und Getränke.